# Sitios Ramsar de Ucrania

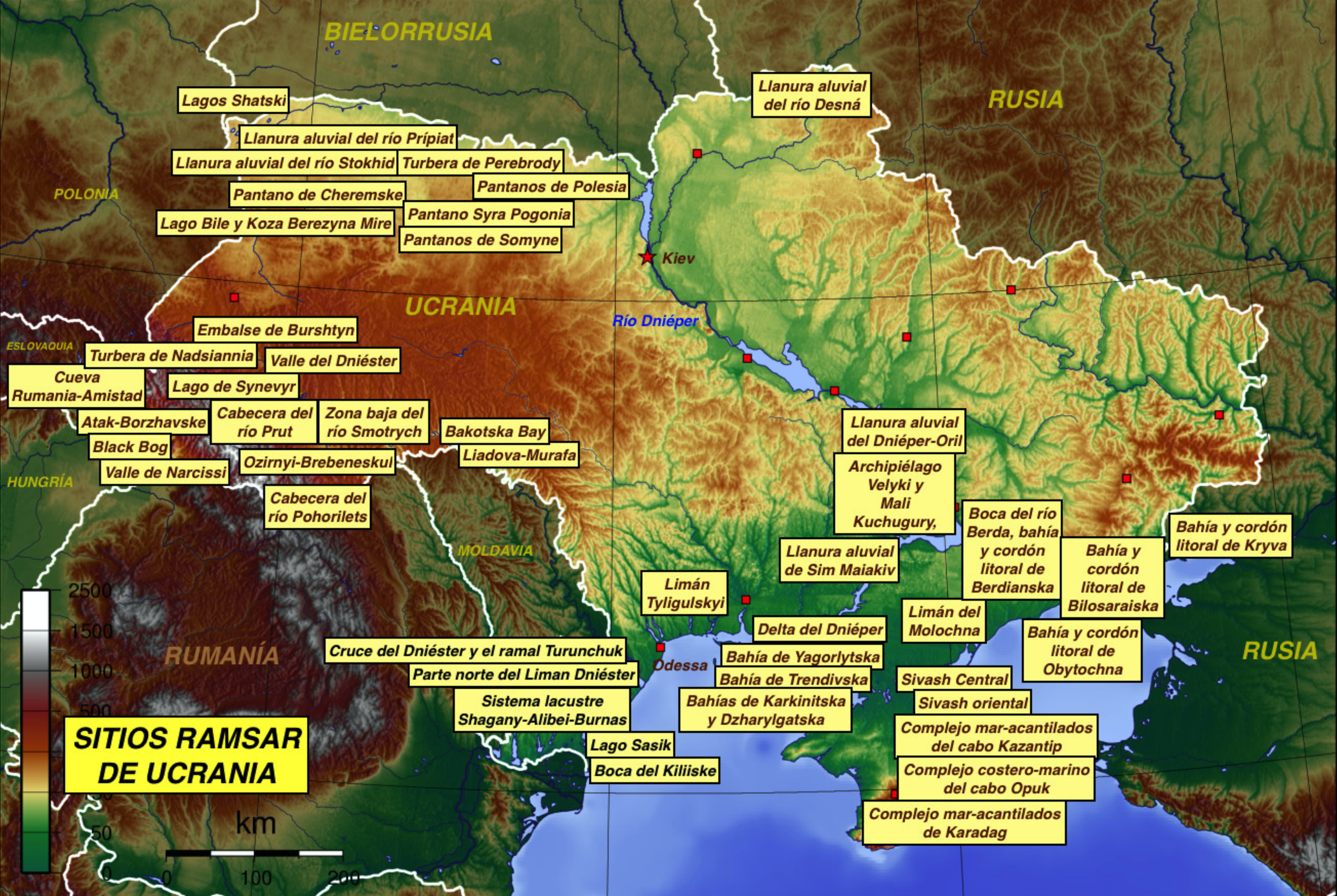
Mapa topográfico de Ucrania con sitios Ramsar.

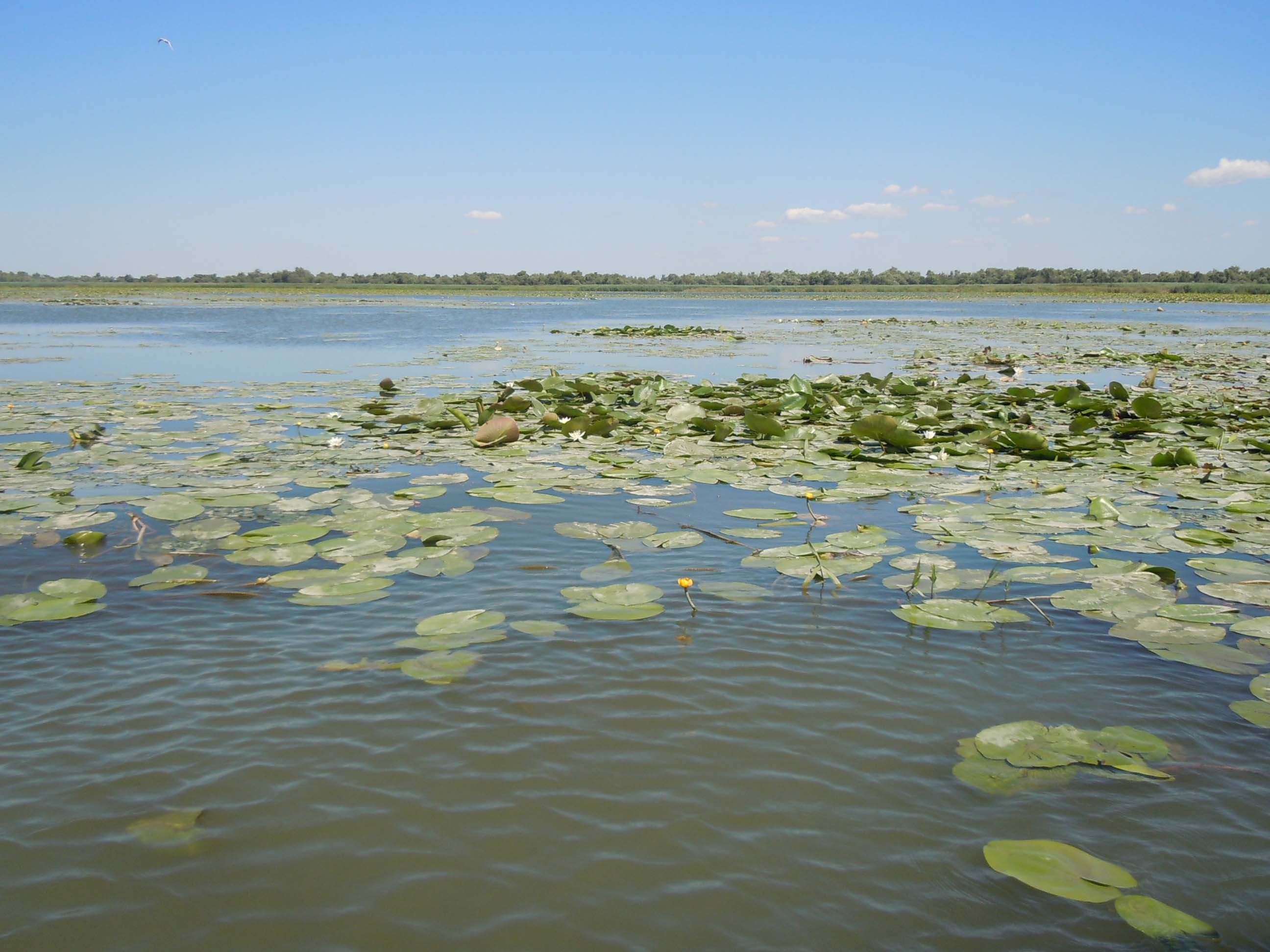
Lago Bile, sitio Ramsar

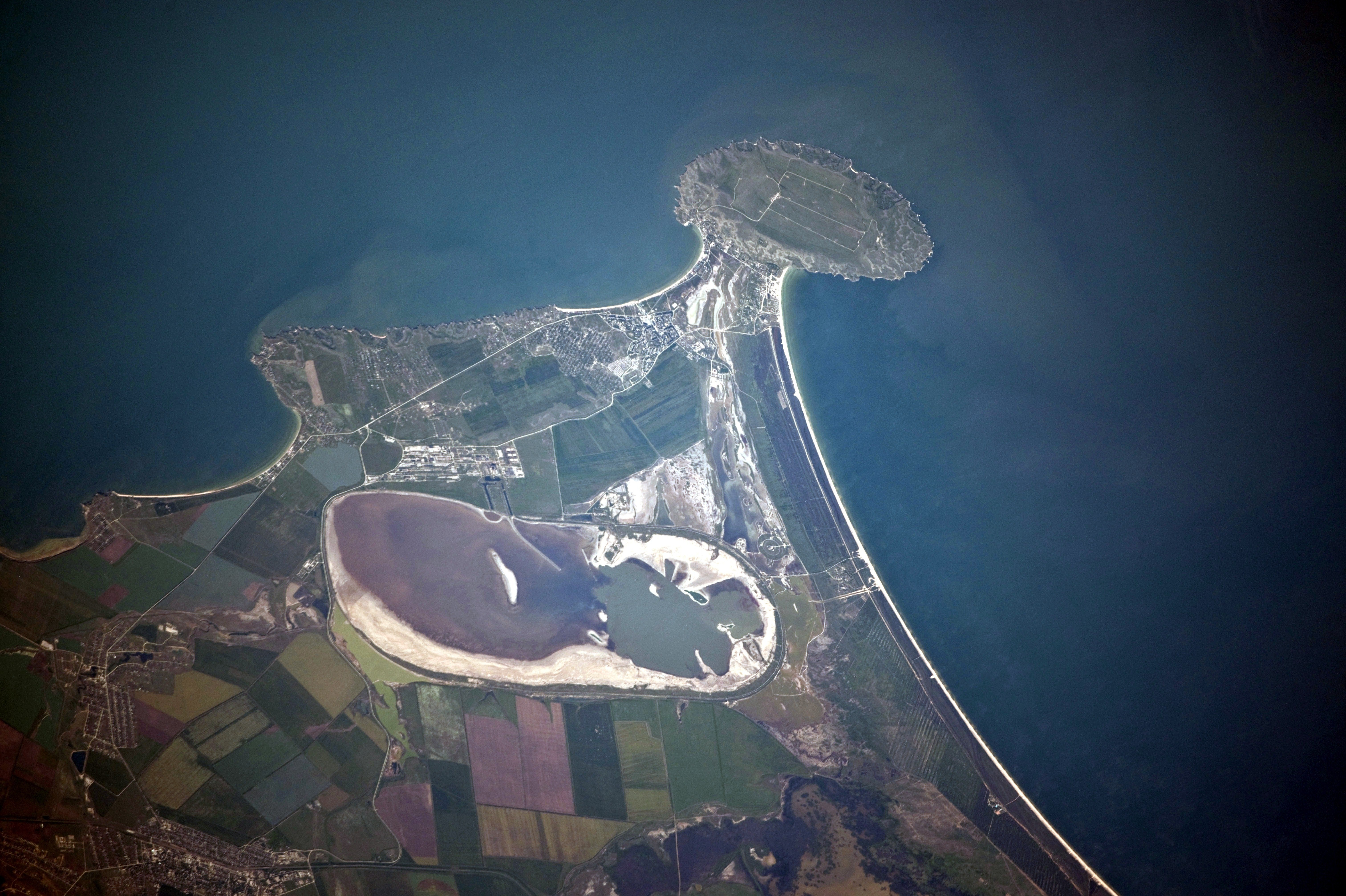
Vista aérea del cabo de Kazantip en el mar de Azov. El lago Aktashskoye, que se ve en el centro de la imagen, tiene a su izquierda la central nuclear de Crimea cerrada en 1989.

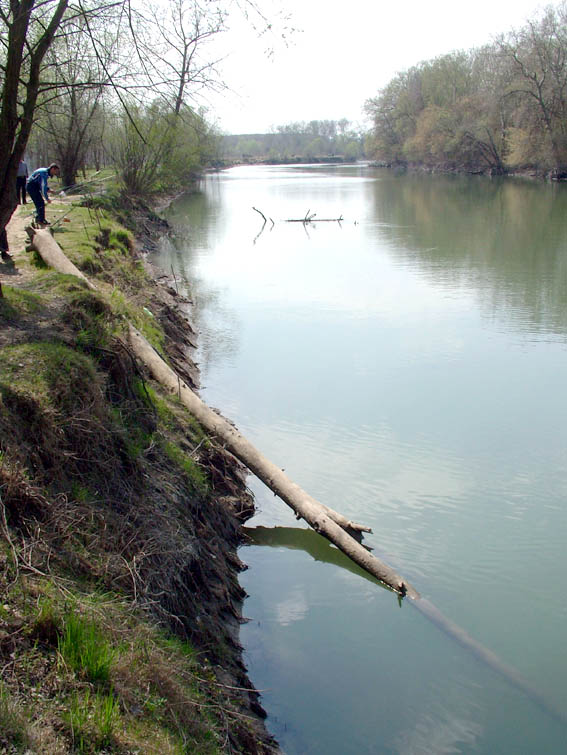
Río Turunchuk

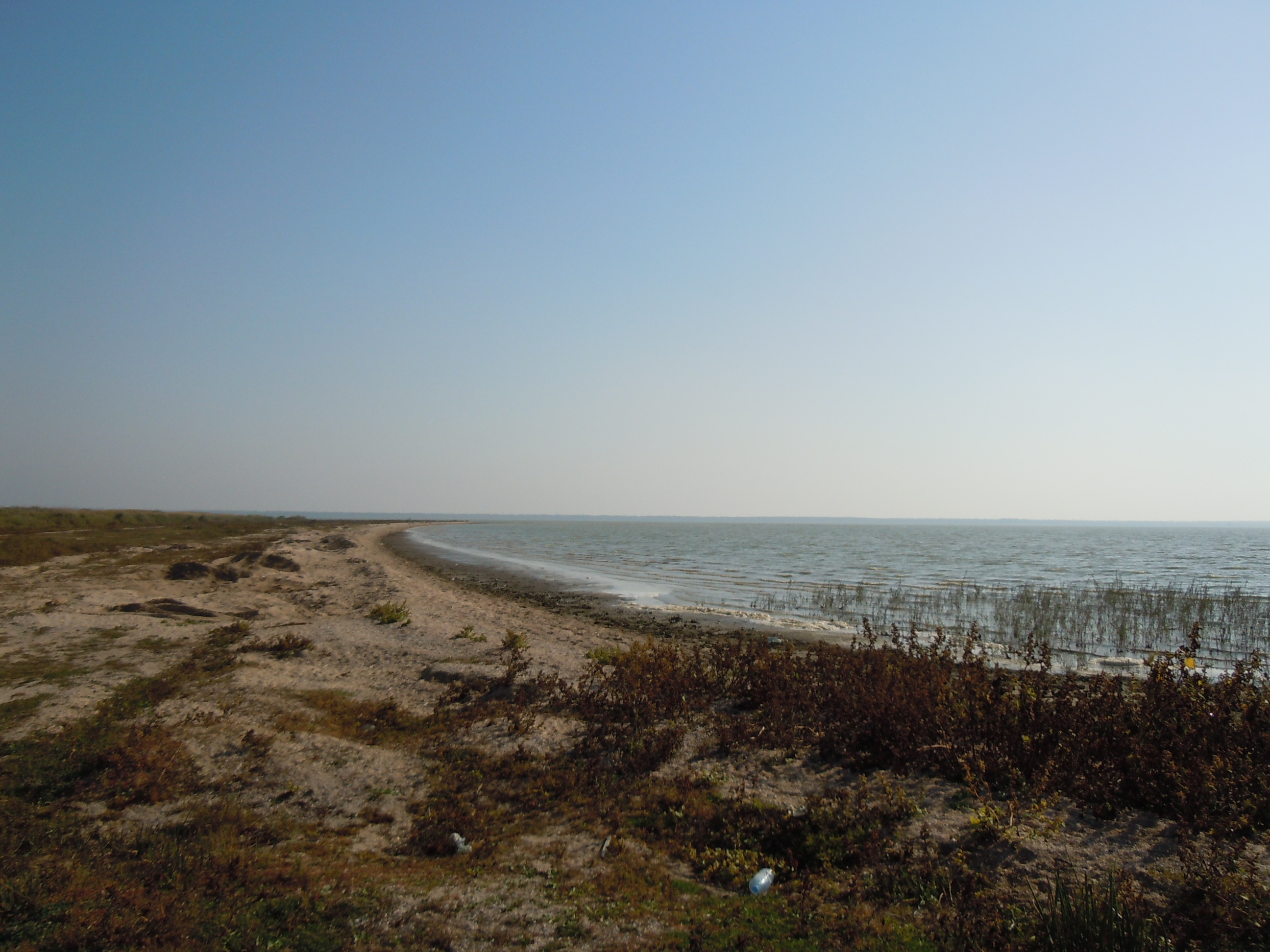
Costa del lago Sasyk, cerca de Glyboke

En Ucrania hay 50 sitios Ramsar que ocupan 8026 km². En septiembre de 2019 se añadieron 11 sitios más hasta alcanzar la cincuentena y superar las 800.000 hectáreas.

## Lagos

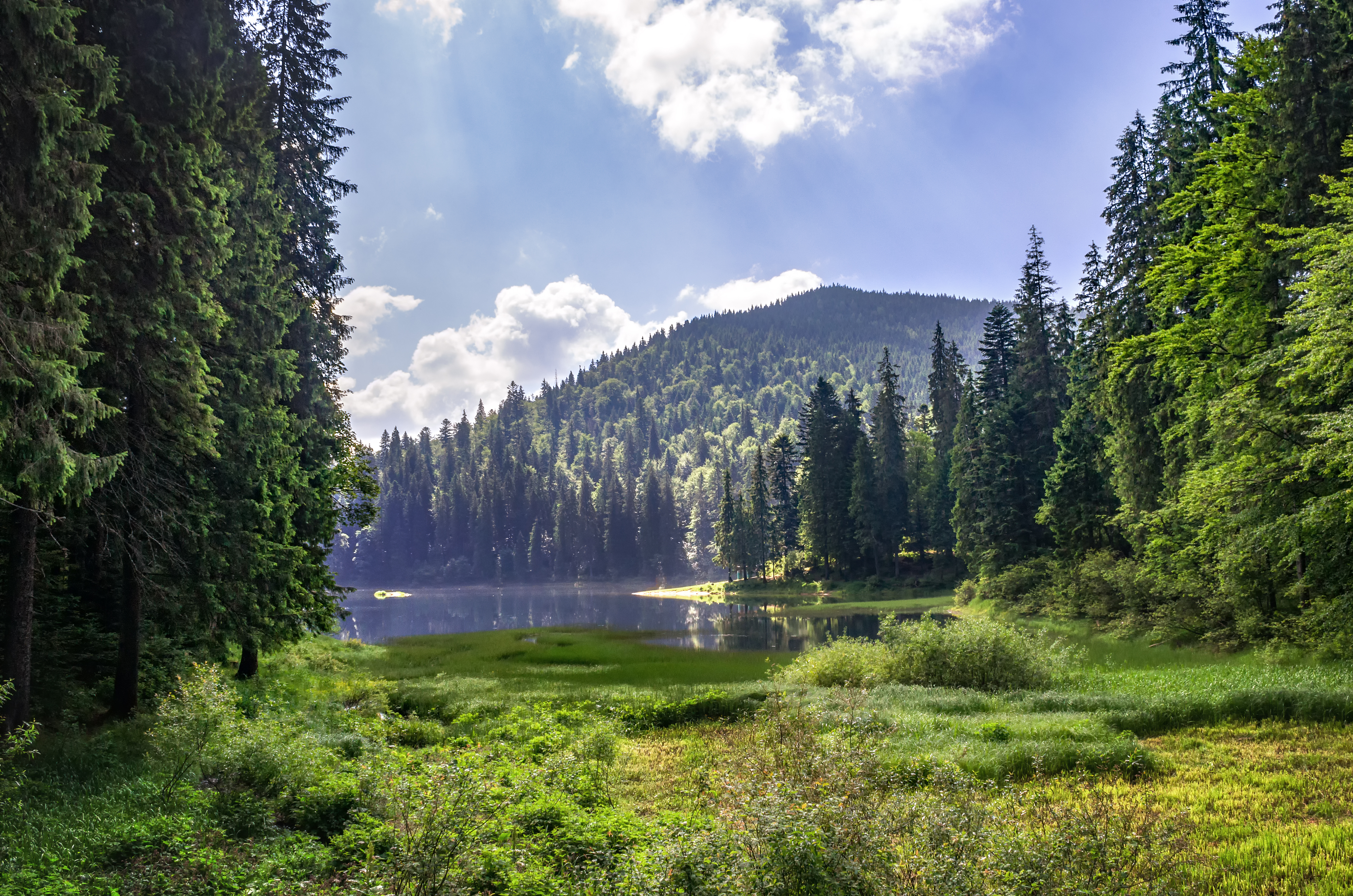
Lago de Synevyr.

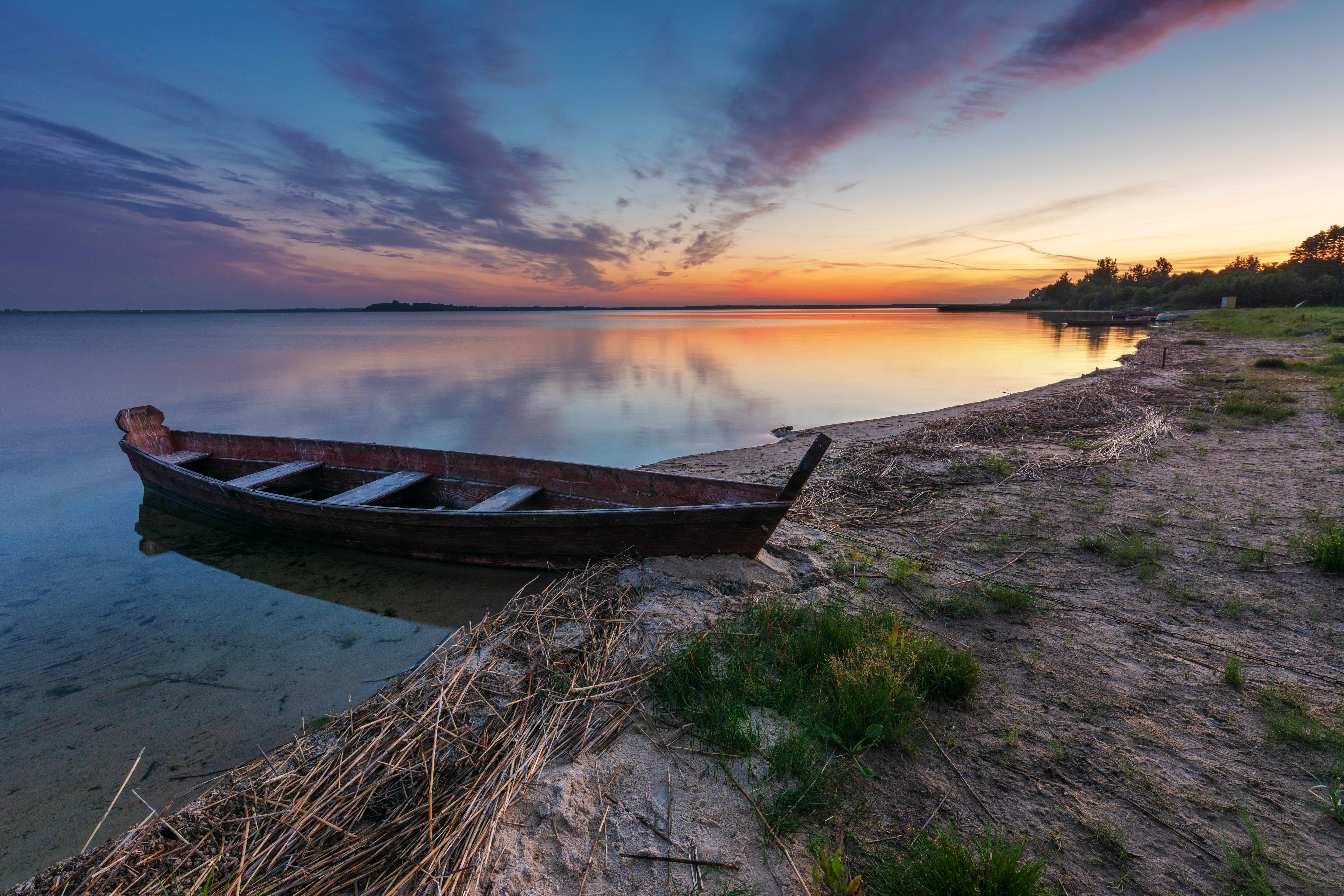
Lago Svitiaz, en el sitio Ramsar y parque nacional de Shatski.

- Lago Bile y Koza Berezyna Mire, 80,4 km², : 51°30'N 25°45'16"E. Localizado entre los ríos Stokhid, Prípiat y Styr, incluye una extensa zona pantanosa eutrófica y mesotrófica, un profundo lago cárstico oligotrófico, un bosque pantanoso, pinares y un pequeño río canalizado que fluye a través del pantano. El lago Bile es uno de los lagos kársticos más grandes de la región de Polesia, la región más eeptentrional de Ucrania. Koza Berezyna Mire se formó en un valle glaciar y es un importante hábitat para plantas relictas como Salix lapponum y Vaccinium macrocarpum.[2] Se han reconocido unas 900 plantas nativas  y 500 especies animales, algunos en la lista roja. Es un importante hábitat de anidamiento para especies acuáticas dependientes de humedales, como el urogallo, la grulla común, la cigüeña negra y el porrón osculado. Forma parte de la Reserva natural de Rivnensky.[3] Hay otro lago denominado Bile mucho más al sur que se incluye en el sitio Ramsar del delta del Dniéster (46°27′08.5″N 30°10′52.5″E)

- Embalse de Burshtin, 12,6 km², 49°13'56"N 24°39'51"E. En el óblast de Ivano-Frankivsk, al oeste de Ucrania. Construido en 1965 para enfriar una central térmica. La temperatura del agua es más elevada que en el resto de cuerpos de agua de la región, lo que impide su congelación en invierno y favorece la presencia de aves en esta estación, como el porrón europeo, muy abundante, la serreta grande, el porrón osculado y la serreta chica. En 2019 se construyó una isla artificial que facilita la anidación. En la parte noroeste del embalse se halla la ciudad de Burshtin y en la parte sudoeste la central térmica de Dtek Burshtynsʹka Tes.

- Lago Kartal, 500 ha, 45°18′N 28°31′E. Un sistema de lagos pequeños e interconectados por llanos inundables en la cuenca inferior del Danubio. En la vegetación, a veces sumergida, hay numerosas especies protegidas. Importante para la migración de aves acuáticas (unas 25.000 parejas), entre ellas el cormorán pigmeo.[4]

- Lago Kugurlui, 65 km², 45°16'59"N 28°40'E. En el óblast de Odesa, al norte de la ciudad de Tulcea. Lago poco profundo con orillas pantanosas en la cuenca baja del Danubio, junto a la orilla norte. Hasta 30.000 individuos de aves acuáticas.

- Lago de Synevyr, 29 ha, 48°37'N 23°40'59"E. Parque nacional. En el óblast de Zakarpatia, situado entre bosques de abetos, aunque pequeño, es el lago más grande de los Cárpatos ucranianos, alimentado por tres ríos permanentes. En algunas zonas, se produce eutrofización debido al exceso de las plantas acuáticas esteba y Equisetum palustre En la zona se han encontrado especies vegetales en peligro y el cangrejo de río europeo. Otras comunidades vegetales acuáticas están formadas por Potamogeton (espiga de agua) y Mentha piperita. El lago está asociado a leyendas locales.

- Lago Sasyk, 210 km², 45°40'N 29°40'59"E. Con una profundidad media de 3,3 m, cerca del mar Negro y el delta del Danubio, hasta 1978 estaba separado en dos partes; entonces se construyó un canal para conectarlo con el río Danubio y entró agua dulce en un lago salado, lo que afecto su uso por parte de las anátidas. Aquí anidan unas 25.000 parejas de aves acuáticas, y se producen aglomeraciones estacionales de hasta 100.000 ejemplares. Entre las especies, el pelícano común y la barnacla cuellirroja.

- Sistema lacustre Shagany-Alibei-Burnas, 190 km²,  45°48′N 29°55′E. Óblast de Odesa. Tres lagos poco profundos separados del mar Negro por una barra de arena, sometidos a sequías y a invasiones de agua. Hay penínsulas, islas y la barra de arenas conchíferas. Crían unas 1000 parejas de aves acuáticas, entre ellas la barnacla cuellirroja.[5]

- Lagos Shatski, 328,5 km². Junto a la frontera con Polonia y Bielorrusia, es el complejo lacunar más grande de Ucrania, con 23 lagos separados por turberas, praderas y bosques. Es uno de los humedales más grandes y mejor conservados de la región de Polesia. Hay unas 75 especies de aves acuáticas con unos 41.000 individuos que usan el lago como escala en la migración. Algunas están amenazadas, como el porrón pardo y la agachadiza real, el carricerín cejudo y el ánsar chico. se han catalogado además unas 365 especies de vertebrados y 852 especies de plantas. se ha detectado una disminución de las lluvias en los últimos años, y el crecimiento de matorrales en la turberas.[6] Destaca el lago Svitiaz, el más grande, con 25,2 km².

- Sivash central, 800 km², 46°07′N 34°15′E. Zona central del mar de Sivash, que separa la península de Crimea del continente europeo y está separado del mar de Azov, al este, por la larga lengua arenosa de la flecha de Arabat; está unido al mar por el estrecho de Henichesk y, al oeste, el istmo de Perekop lo separa de la bahía de Karkinit del  mar Negro. Tiene unos 200 km de longitud y unos 35 km de ancho, y comprende una extensión de 2560 km².

- Sivash oriental, 1650 km², 45°40′N 35°00′E. Zona este del mar de Sivash. En el óblast de Jersón. Parque natural nacional. Parte del mar de Sivash, forma una bahía poco profunda de agua salada con barras de arena, islotes, zonas bajas salinizadas y penínsulas. La vegetación consiste en hierbas halófitas salpicadas de extensas zonas esteparias.

- Bakotska Bay o Bakota Bay, 16 km², 48°34'59"N 26°55'59"E. Forma parte del Parque nacional natural Podilski Tovtry. Formado por el relleno de una zona baja del valle del Dniéster por la construcción del embalse relacionado con la estación hidroeléctrica del Dniéster aguas abajo (702 MW, 48°35′36″N 27°27′18″E), en el curso medio del río.[7] Se conoce como embalse Dniéster o Bakota Bay, pero no es una bahía, aunque tenga la forma. Alberga numerosas especies, como el cernícalo primilla, el guion de codornices y peces del género Zingel. También se encuentra el ánade real, el cisne vulgar, la garceta grande y la garceta común, que usan el humedal en primavera y otoño durante la migración.[8]

## Ríos y zonas interiores

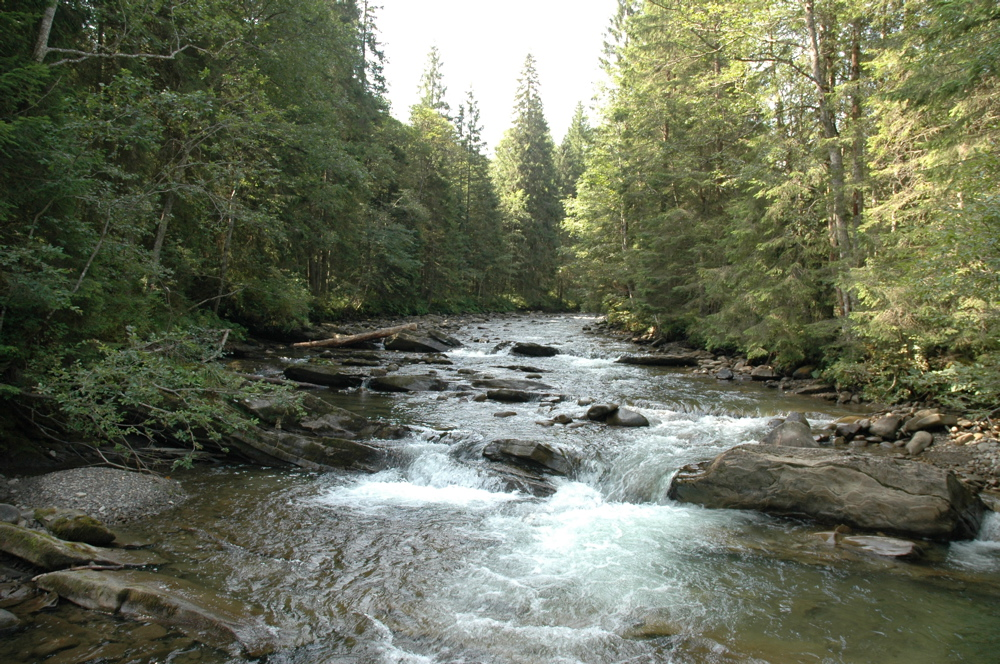
Río Prut cerca del monte Hoverla, en el óblast de Ivano-Frankivsk.

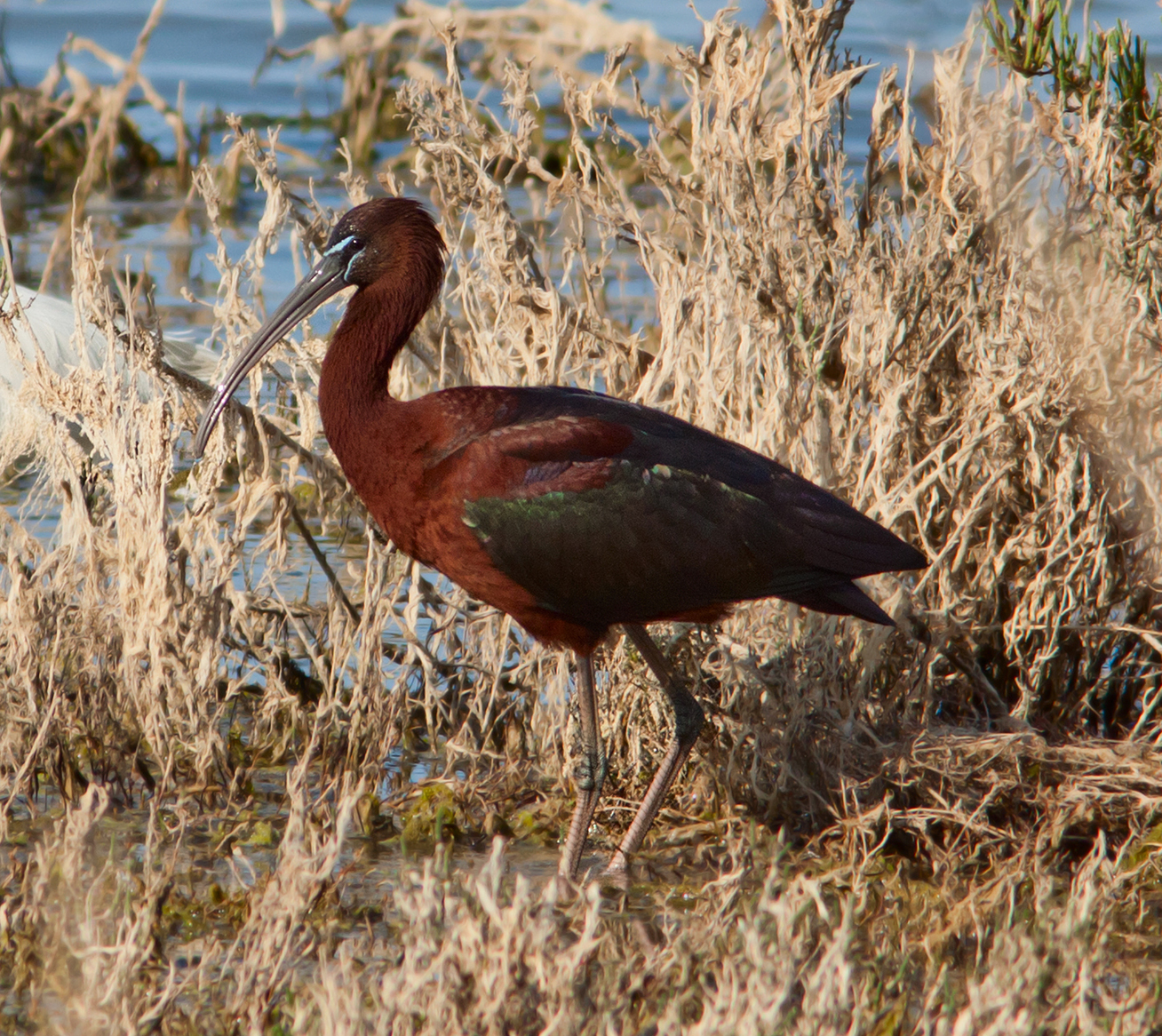
Morito común

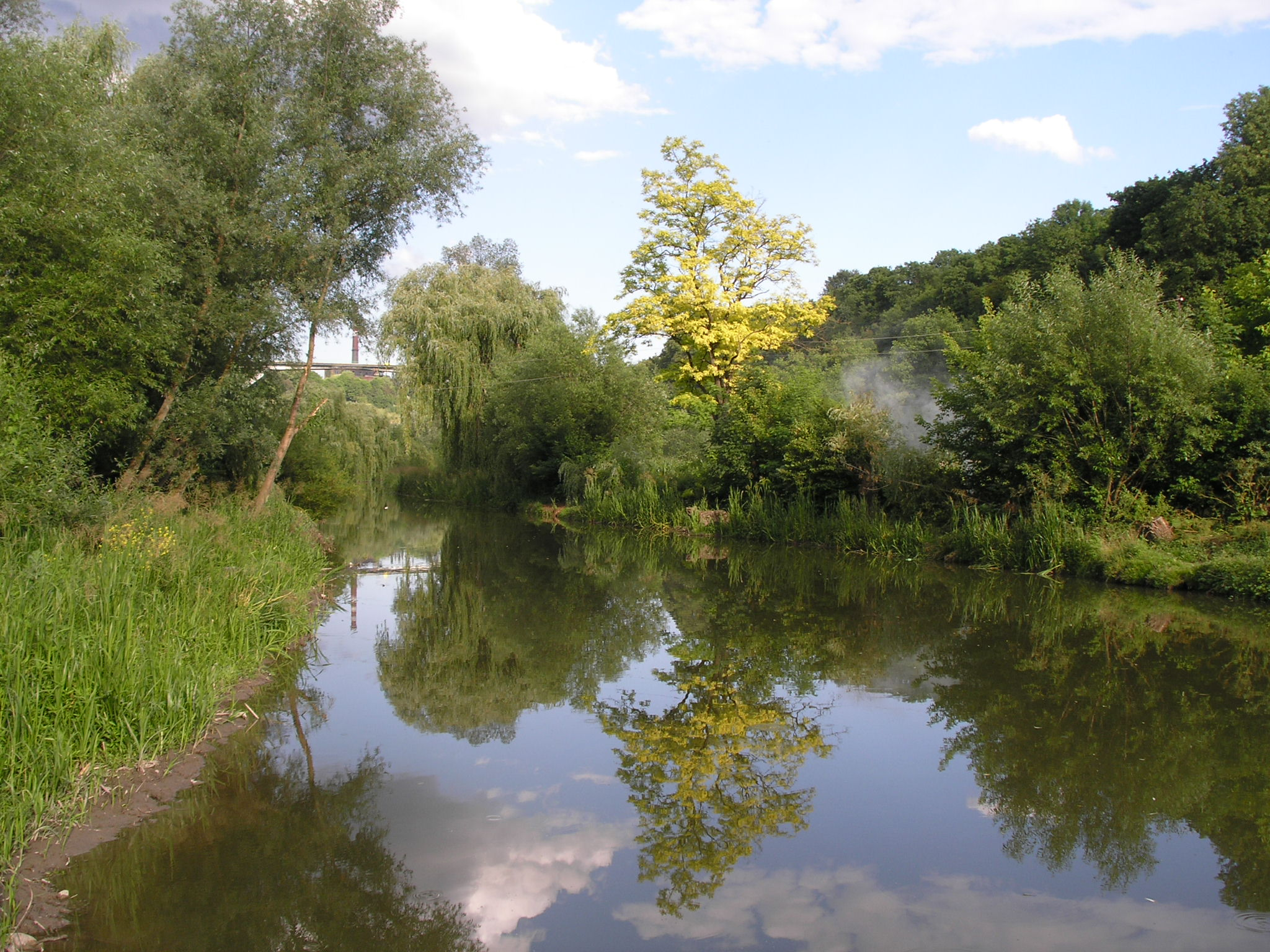
Río Smotrych, al oeste de Ucrania.

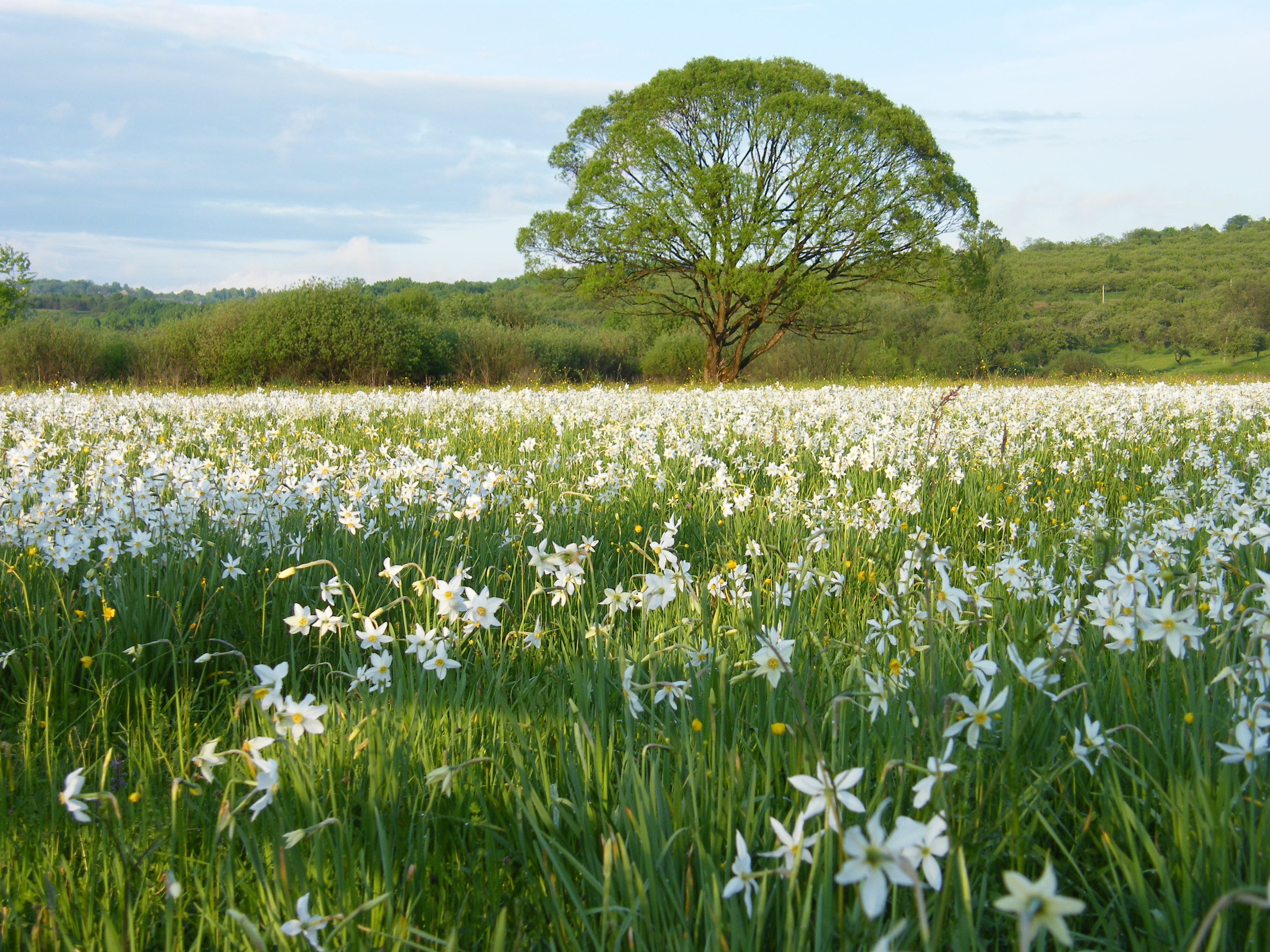
Valle de los narcisos, sitio Ramsar en la Reserva de la biosfera de los Cárpatos.

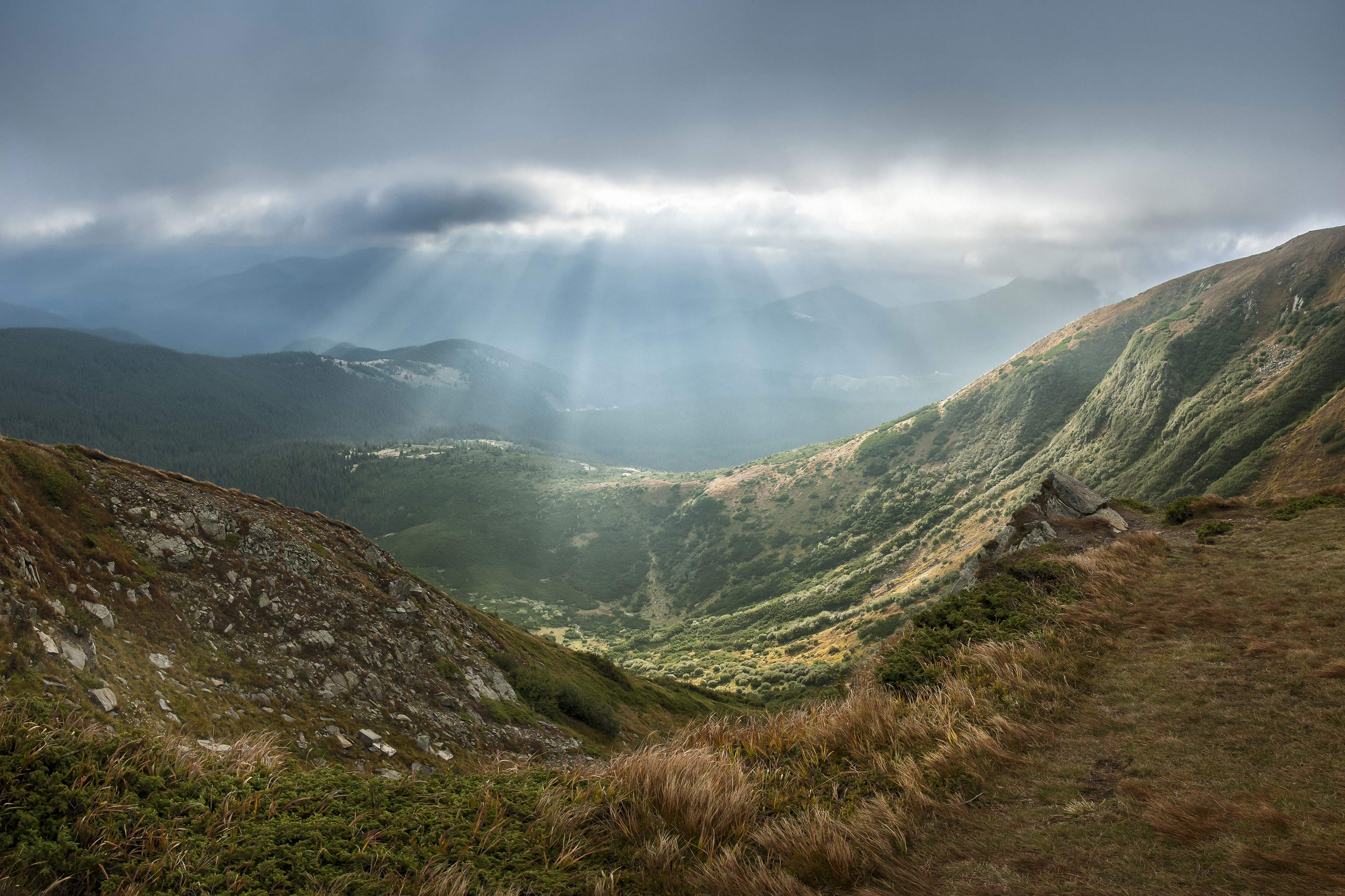
Parque nacional natural de los Cárpatos desde el monte Hoverla.

- Depresión del Gran Chapelsk, 23,6 km², 46°28'59"N 33°51'E. En el óblast de Jersón, al sur del país. Reserva  natural y reserva de la biosfera de Askania-Nova, con un zoo que recibe varios miles de visitas al año. Es una depresión poco profunda que se rellena con agua de lluvia y nieve. En el centro hay un lago que nunca se seca alimentado por los pozos artesianos. Muy usado por las aves en primavera y otoño, durante las migraciones de las aves, entre ellas, el ánsar careto, la grulla, la barnacla cuellirroja y el tarro canelo. En invierno, al no helarse las aguas del todo gracias a los pozos artesanos, se encuentra el ánade real o el ánsar careto.[9]

- Cruce del Dniéster y el ramal Turunchuk, 760 km², 46°28′N 30°13′E. Poco antes del estuario del Dniéster, consiste en llanuras aluviales boscosas, crestas arenosas onduladas, lagos profundos y turberas flotantes, con carrizos, matorrales y plantas flotantes. Destaca la presencia de garza blanca y morito común.

- Valle del Dniéster, 820 ha, 49°05'09"N 24°46'21"E. Zona alta del río, donde se llama Dnister. En el oeste de Ucrania, curso alto del río, consiste en el cauce libre con bosques de ribera, varias islas y lagos de herradura, con humedales y llanuras aluviales en las que se encuentran especies vegetales y animales amenazadas en el país. Alberga numerosos ejemplares de serreta grande, porrón osculado y serreta chica.[10] Forma parte del Parque natural nacional de Halych, que comprende 147 km² y engloba, además del Dniéster, sus tributarios Lymnitsia, Lukva y Hayla Lipa, en la zona alta de la Rutenia subcarpática, en las colinas de los Cárpatos ucranianos.[11]

- Liadova-Murafa, 54 km², 48°23'25"N 27°53'58"E. es una sección el río Dniéster en la frontera con Moldavia, con algunos de sus afluentes y zonas boscosas del valle. Posee unas terrazas aluviales características, formadas por sedimentos de hace 420 millones de años. Aquí anidan unas 106 especies de aves, y usan el lugar para descansar y alimentarse unas 146 especies migratorias. Importante para el ánade real o azulón, el porrón osculado, el cisne vulgar y el porrón moñudo. Alberga también unas 30 especies de peces, 40 de mamíferos, 10 de anfibios y 6 de reptiles. En el entorno viven unas 40.000 personas. En el óblast de Vínnitsa.[12]

- Zona baja del río Smotrych, 14,8 km², 48°34'59"N 26°36'E. Afluente del Dniéster. En el óblast de Jmelnitski. Desde el Parque nacional de Podilski Trovti, junto a la ciudad de Kamianets-Podilskyi, hasta el delta de su desembocadura en el Dniéster. El río va formando meandros encajonado entre altos bancales que facilitan la presencia de murciélagos, como el murciélago lagunero, aves de presa, aves acuáticas y peces protegidos, como el ciprínido Rutilus heckelii. En el entorno, el guion de codornices.

- Valle de los narcisos, 256 ha, 48°10'59"N 23°21'31"E. Óblast de Zakarpatia, en el extremo occidental, en la frontera con Eslovaquia y Rumanía. Alberga la mayor población centroeuropea de narciso de los poetas, predominante en las praderas. Hay al menos diez comunidades vegetales diferentes, 500 especies de invertebrados y al menos 164 de vertebrados. Es el único lugar masivo de nidificación del guion de codornices. En mayo, la floración atrae numerosos turistas. Forma parte de la Reserva de la biosfera de los Cárpatos.

- Parte norte del Liman Dniéster, 200 km², 46°22′N 30°12′E. En el óblast de Odesa. Reserva de caza incluida en el delta del Dniéster, lagos de inundación y el lago del estuario del Dniéster. La vegetación consiste en carrizales y bosques en llanuras aluviales. Hay ánsares, grullas y pelícanos, además de caradriformes y ciconiiformes (cigüeñas). Se usa para la pesca, la caza, el transporte fluvial, el riego doméstico y para agua doméstica.[13]

- Ozirnyi-Brebeneskul, 16,6 km², 48°06'54"N 24°32'17"E. Óblast de Zakarpatia, en el extremo occidental, en la frontera con Eslovaquia y Rumanía. Humedal de alta montaña formado por una densa red de ríos, varios lagos de origen glaciar, los más grandes y profundos de los Cárpatos ucranianos, pantanos y turberas, en la sierra de Chornohora, en la vertiente meridional del Hoverla, la montaña más alta de Ucrania, de 2061 m. Hay una amplia variedad vegetal, con unas 500 especies de plantas vasculares. Se encuentra dentro de la Reserva de la biosfera de los Cárpatos.

- Cabecera del río Pohorilets, 16,25 km², 48°02'43"N 24°39'35"E. En el óblast de Ivano-Frankivsk, al oeste del país, cerca de la sierra de Chornohora.[14] Hay unas 500 especies de plantas vasculares y 90 de vertebrados. Especialmente importante para el visón europeo. En épocas de grandes lluvias o de deshielo actúa como reservorio para evitar inundaciones. Forma parte del Parque nacional natural de los Cárpatos.

- Cabecera del río Prut, 49,35 km², 48°10'N 24°33'08"E. Turberas pantanosas, lagos, ríos, riberas y bosques centenarios en la sierra de Chornohora, en los Carpatos ucranianos. La sierra culmina en el monte Hoverla, de 2061 m, que forma la divisoria entre los ríos Prut y Tisza. Alberga unas 35 especies amenazadas, y en los lagos hay anfibios destacables.[15]

- Cueva Rumania-Amistad, 0,1 ha, 48°15'21"N 23°37'56"E. Formación subterránea en el óblast de Zakarpatia compuesta por una red de cámaras y corredores que comparten un régimen fluctuante de agua. Es la cueva más grande de  los Cárpatos ucranianos. Alberga 14 especies de murciélagos, 12 de las cuales están en la lista roja.[16] Se halla en una región protegida por la Unesco con el apelativo de Hayedos primarios de los Cárpatos y otras regiones de Europa, que abarca zonas de 12 países separadas entre sí y ocupa 920 km², con una zona de amortiguación de 2538 km², con el fin de proteger los bosques primigenios de la Europa interior.[17]

#### Llanuras aluviales

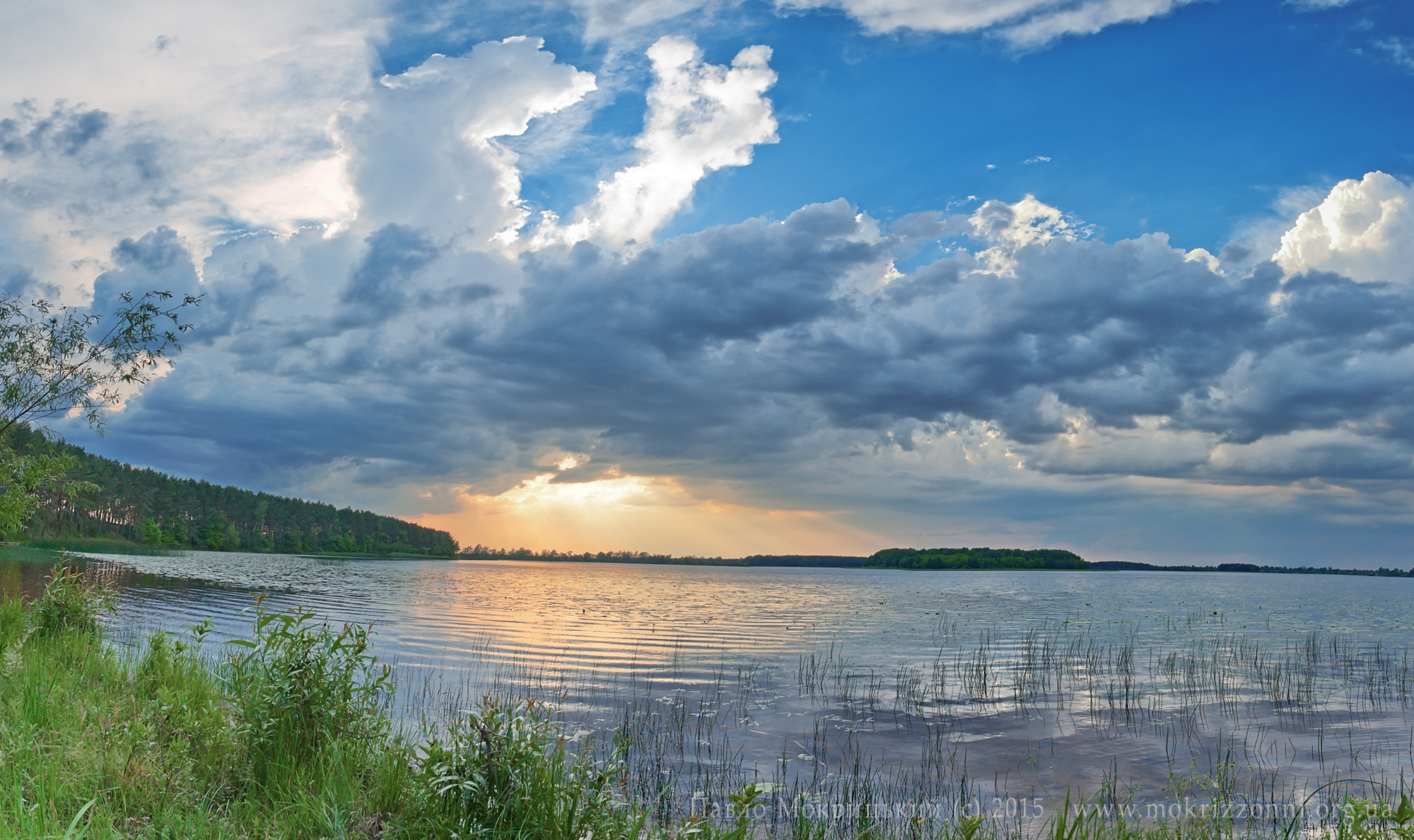
Llanura aluvial del río Prípiat, parte del Parque natural nacional Prípiat-Stokhid

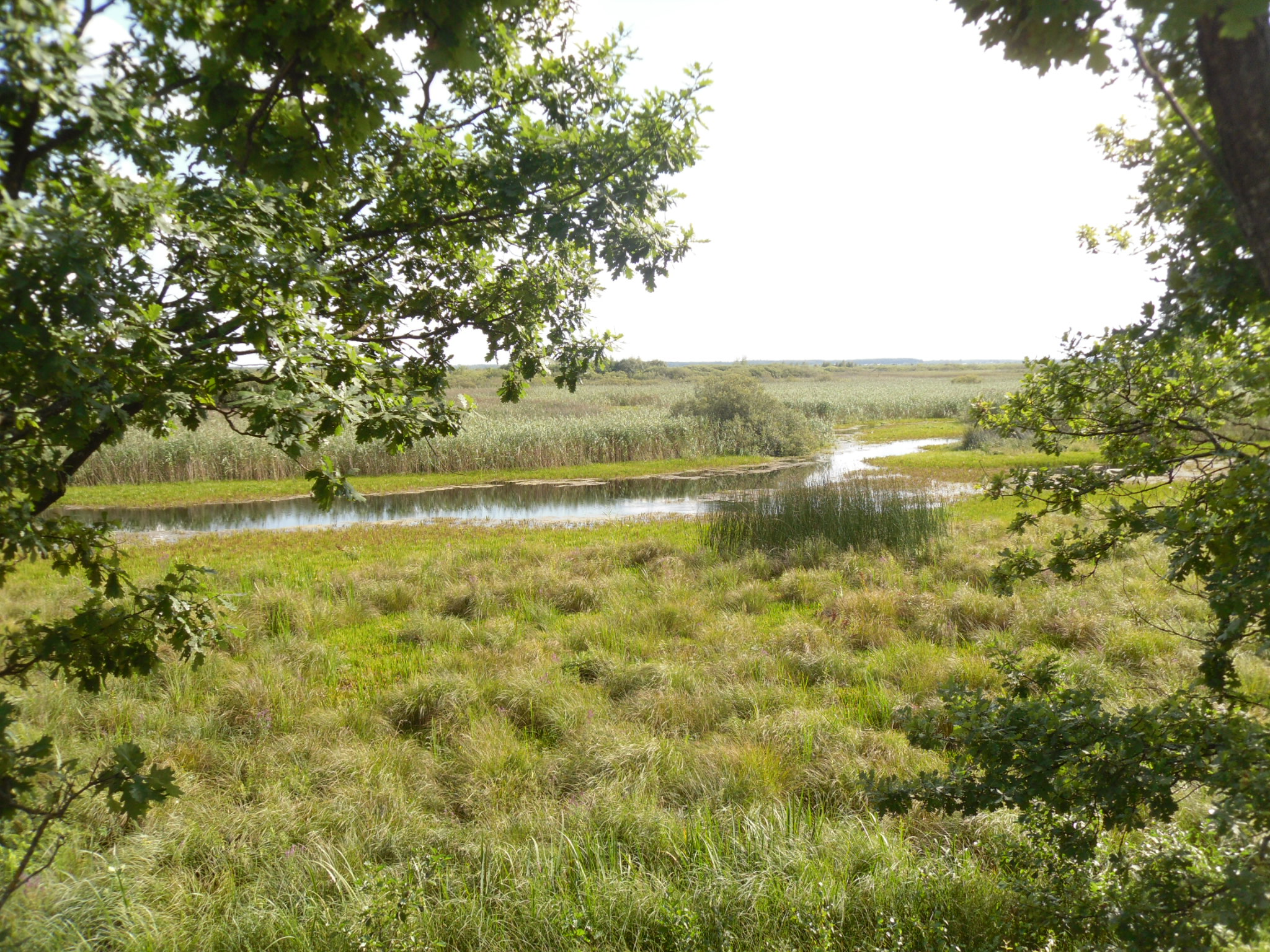
Llanura aluvial del río Prípiat

- Atak-Borzhavske, 283,4 ha, 48°13'26"N 22°48'25"E. En el Óblast de Zakarpatia, en el extremo occidental de Ucrania, cerca de la frontera con Eslovaquia, Hungría y Rumanía. Es una llanura aluvial prístina con un bosque de roble y fresno que alberga unas 300 especies de plantas vasculares, 40 de mamíferos, 77 de aves, 5 de reptiles, 10 de anfibios y 30 de peces. Es importante también para los murciélagos migratorios. En el río Borzhava, hay peces raros como el Zingel zingel y la lota, así como barbos, carpas, lucios y percas. La proximidad de varios pueblos es una amenaza contra la integridad del bosque.[18]

- Llanura aluvial del río Stokhid, 100 km², 51°40′N 25°22′E. Reserva de caza y reserva paisajística regionales. Incluye ríos, lagos, pantanos, turberas, islas y prados. Alberga numerosas especies de fauna y flora amenazadas en el cruce de dos rutas migratorias. Se practica la caza, la pesca, el cultivo de heno y las actividades recreativas. Está conectada con el sitio Ramsar de Prostyr, en Bielorrusia (51°55′N 26°09′E, 954 km²), en el área de Polesia, y con el sitio Ramsar de las llanuras aluviales del río Prípiat, en Ucrania. Ambos sitios de Ucrania forman parte del Parque natural nacional de Prípiat-Stockhid, creado en 2007 para proteger una serie de valles naturales del noroeste de Ucrania. El clima en los 393 km² del parque es continental húmedo (600 mm anuales) con al menos cuatro meses con una media de temperatura superior a los 10.oC. Los pantanos cubren el 47 % del parque.[19]

- Llanura aluvial del río Desná, 42,7 km², 52°19'N 33°22'59"E. Óblast de Sumy. Lagos, brazos muertos del río, prados en zonas aluviales en la frontera con Rusia, con vegetación acuática y de ribera, pantano, matorral, prado y bosque. El sitio alberga especies amenazadas como el esturión esterlete, la nutria, el castor europeo, el guion de codornices y otras aves, como somormujos, patos, chorlitos, lavanderas, gaviotas y charranes. Hay unas 33 especies de peces.[20]

- Llanura aluvial del río Prípiat, 120 km², 51°48′N 25°15′E. Parque regional y reserva de caza hidrológica. Uno de los humedales más grandes de la región de la biosfera de Polesia, en la frontera con Bielorrusia y en el cruce de dos rutas migratorias, en el óblast de  Volinia. Comprende ríos, lagos, pantanos, turberas, prados, bosques e islas fluviales. Se han registrado 220 especies de vertebrados y 550 plantas vasculares.[21]

- Llanura aluvial del Dniéper-Oril, 25,6 km², 48°31'59"N 34°45'E. Reserva natural. Óblast de Dnipropetrovsk, en el centro este. Un área bien conservada en la confluencia de los ríos Dniéster y Oril, que comprende un conjunto de cursos de agua y las llanuras aluviales asociadas, con numerosos lagos, marismas y plantas como Salvinia natans, Trapa natans o castaña de agua, bosques con roble, sauce, álamo y aliso. Aquí anidan ostreros, guion de codornices, cigüeña negra, martinete y pigargo europeo. En otoño paran grandes bandadas de azulones, cerceta carretona, ánsar careto. Hay nutrias y castores, y unas 40 especies de peces.[22]

- Llanura aluvial de Sim Maiakiv, 21,4 km², 47°26'17"N 35°02'41"E. En el óblast de Zaporiyia, en el sudeste de Ucrania. Sistema kárstico de estepa con un río terciario que forma un complejo de bosques, prados húmedos y cañaverales donde el río encuentra al embalse de Kakhovka.

#### Pantanos y turberas

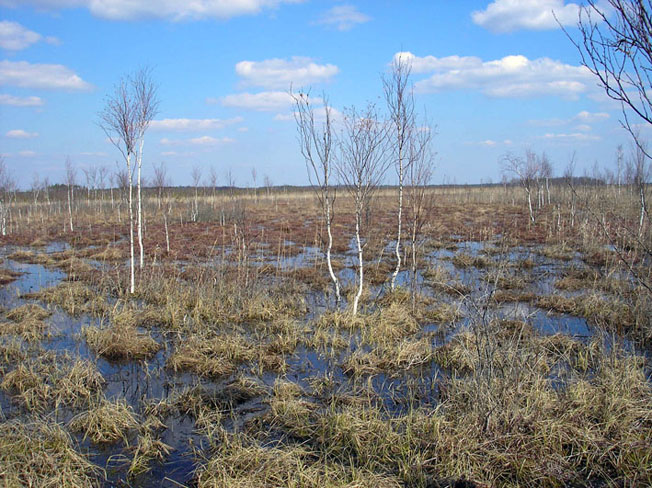
Pantano de Cheremske en la Reserva natural de Cheremsky

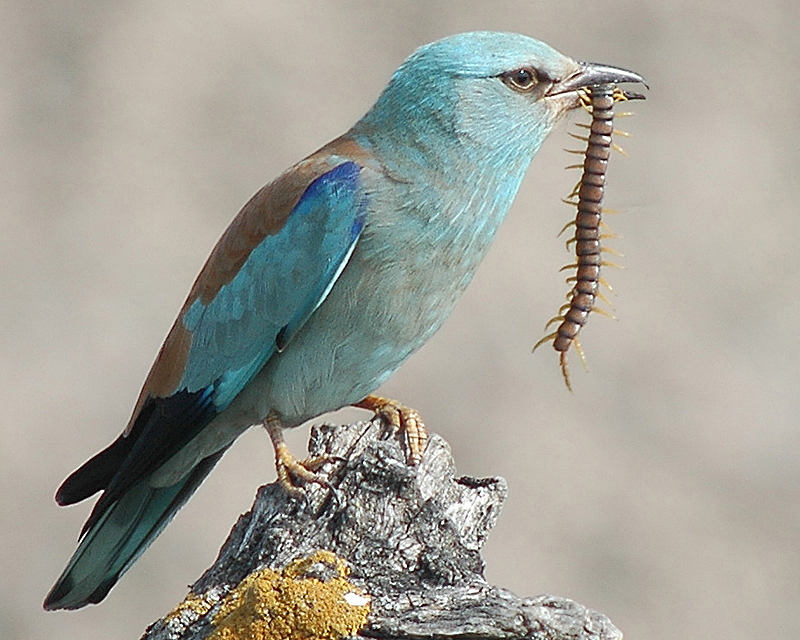
Carraca europea, presente en los humedales de Ucrania.

- Black Bog (Pantano Negro, Ucrania), 15 ha, 48°25'37"N 23°05'50"E. Es el mayor pantano superviviente de los Carpatos volcánicos de Ucrania, en el óblast de Zakarpatia. Contiene el mayor depósito de turba de estas montañas, con unos 6 metros de profundidad en la zonas más gruesas. Alberga unas 67 especies de plantas y 5 especies de musgo Sphagnum, de turbera, dos de ellos muy raros en Europa central. También hay aquí varios anfibios raros, como la salamandra Lissotriton montandoni, exclusiva de los Cárpatos, la salamandra común y el sapo de vientre amarillo, uno de los anuros más pequeños.[23]

- Turbera de Perebrody, 127 km², 51°42'05"N 27°07'33"E. En el óblast de Rivne, cerca de la frontera con Bielorrusia. Si se une con la turbera de este país, resulta la más grande de Europa, en un lugar inaccesible y protegido. Forma parte de la Reserva natural de Rivnensky, que consiste en cuatro zonas protegidas en el norte de Volinia. Las orillas están dominadas por esfagnos, y en el centro hay carrizo y Carex lasiocarpa. Hay unas 630 especies de plantas y 430 de animales, entre ellos 92 especies protegidas, como el águila moteada y el carricerín cejudo. Cada diez años, con lluvias intensas, el lugar permanece cubierto de agua.[24]

- Pantano de Cheremske (Cheremske Bog), 29,7 km², 51°31'46"N 25°32'08"E. En la Reserva natural de Cheremsky, es un humedal entre los ríos Prípiat, Styr y Stokhid, formado por fangos mesotróficos, bosques pantanosos y dos lagos glaciares kársticos. La vegetación dominante es de juncos, carrizos y musgos, con pinos dispersos y abedules, con scheuchzeriáceas, especie amenazada, entre las hierbas. Hay hasta 11 comunidades vegetalesen esta zona sin actividad humana en el óblast de Volinia, al noroeste del país.[25]

- Turbera de Nadsiannia, 37 ha, 49°10'11"N 22°42'58"E. Uno de los pantanos más grandes de los Cárpatos, en el óblast de Leópolis, en un recodo del río San, sin apenas impacto humano al encontrarse en una zona poco habitada en la parte sur de la frontera entre Polonia y Ucrania, rodeado de bosques. La turbera carece de árboles, algo raro en la zona, y en ella viven unas 105 especies, entre ellas,  nueve de anfibios, cuatro de reptiles, 70 de aves y 24 de mamíferos. Se halla en un corredor que favorece el paso de las aves.

- Pantanos de Somyne, 108,5 km², 51°24'42"N 26°55'10"E. En el nordeste de Ucrania, es una de las turberas mejor conservadas, dominada por juncales y esfagnos con algo de bosque disperso. Es uno de los pantanos más grandes de la región de Polesia en el este de Europa, y casi no se vio afectado por el drenaje de las tierras realizado durante la era soviética. Hay unas 780 plantas nativas y 580 especies animales, de las que 89 están protegidas, entre ellas el águila moteada, que se refugia y anida en las pequeñas islas boscosas. También se encuentran la grulla común, el andarríos bastardo y el cárabo lapón.[26]

- Pantano Syra Pogonia, 99,3 km²,  51°31'07"N 27°13'12"E. Zona pantanosa grande y bien conservada. Sus colinas y depresiones son únicas en Europa, ya que son más propias de los humedales de la taiga, con comunidades oligotróficas de pino, musgos de turbera (esfagnos), algodoncillo, juncos y Scheuchzeria. Hay unas 660 especies de plantas nativas y 675 especies de animales. Destacan el zarapito real, la carraca europea y el urogallo. Es un refugio para insectos y alberga mariposas raras como Oeneis jutta. El humedal juega un importante papel en el equilibrio hidrológico de la región, perturbado por la construcción de canales y el aclarado de las zonas adyacentes. En el sitio y alrededores se recolectan bayas. Forma parte de la Reserva natural de Rivnensky.[27]

- Pantanos de Polesia (Polissia mires), 21,45 km², 51°31′N 28°01′E. Reserva natural en el óblast de Zhytómyr, en el norte del país. Zona de humedales y pantanales oligotróficos alimentados por las lluvias y el deshielo en la frontera con Bielorrusia. Una parte importante está cubierta de bosques de abedul pubescente y aliso común. También abundan especies raras de Lycopsida, musgos, algas y plantas endémicas como Tragopogon ucrainicus. Entre las aves, guion de codornices, cigüeña negra, grulla común, agachadiza común y águila imperial oriental. Hay linces y nutrias.[28]

## Zonas costeras y deltas

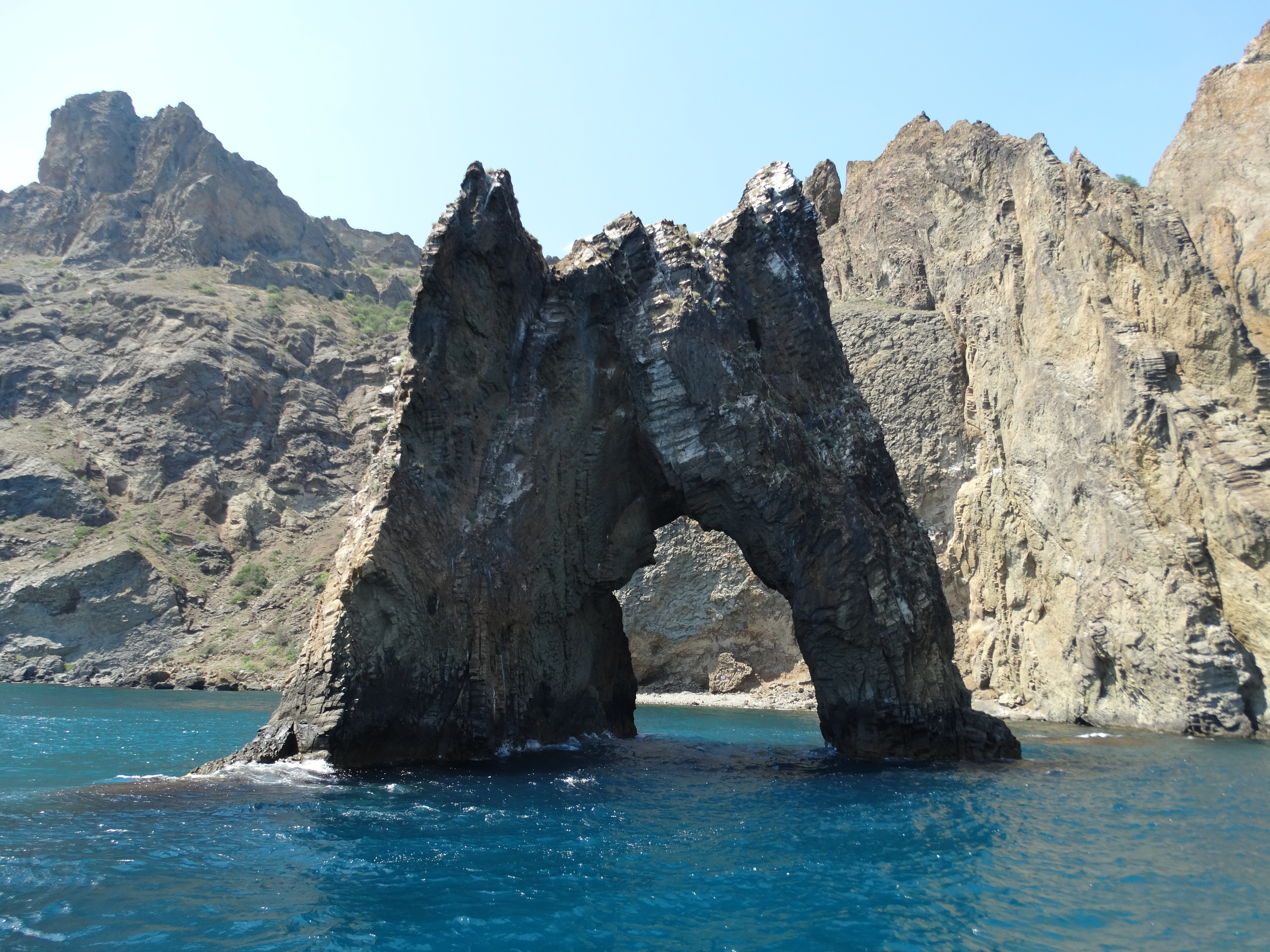
Acantilados de Karadag, en Crimea

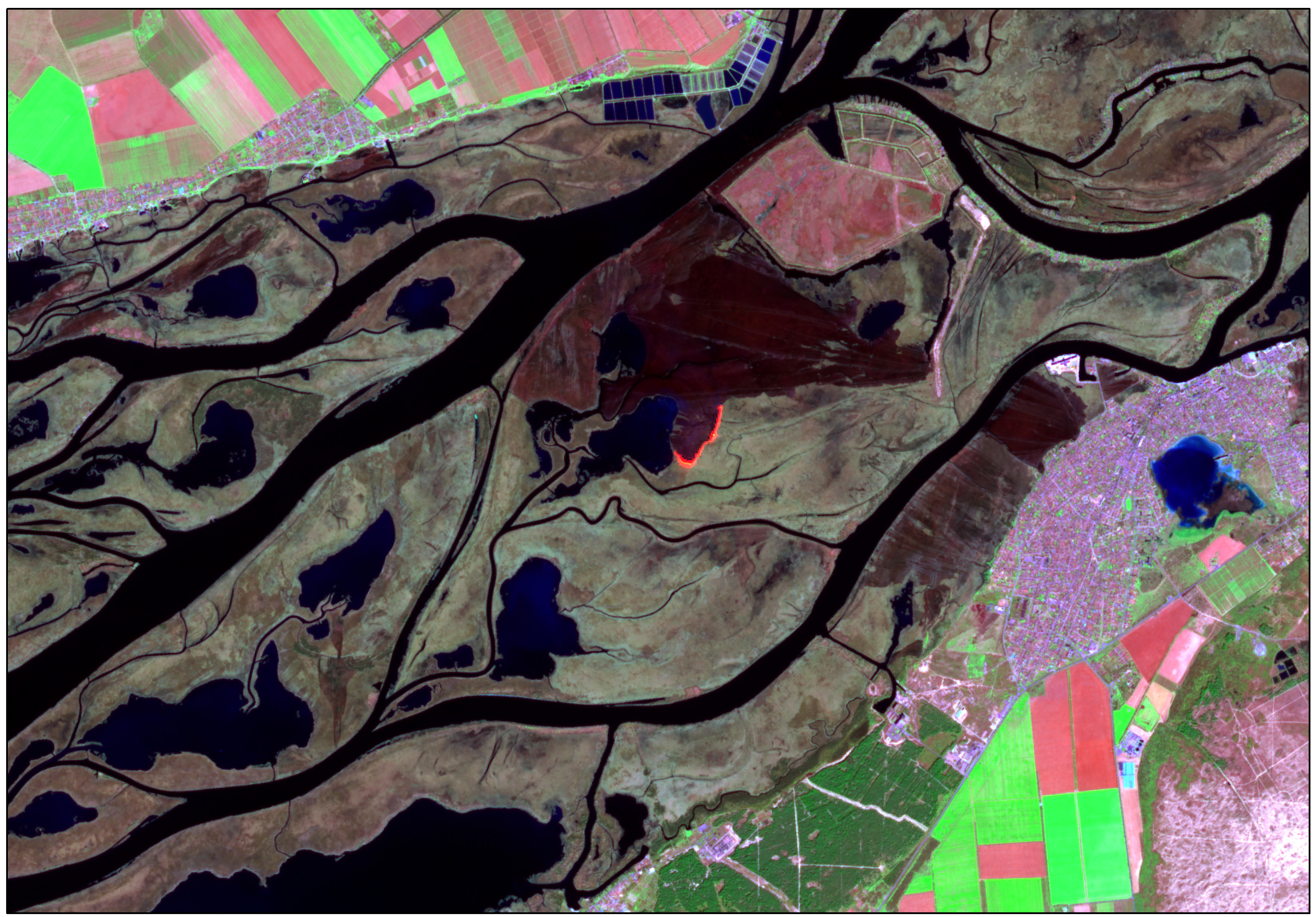
Delta del Dniéper en falso color

- Complejo mar-acantilados del cabo Kazantip, 251 ha, 45°28′N 35°51′E. Zona costera del mar de Azov compuesta de guijarros y restos de coquina con fragmentos del alga Cystoseira barbata y plantas como Zannichellia major y Zostera noltii. Es un importante sitio de puesta para crustáceos y especies raras de peces, como el esturión beluga ponticus. También anidan aquí el tarro canelo, el cormorán grande, la pagaza piconegra y la gaviota picofina. Entre los mamíferos marinos, la marsopa común y el delfín mular.[29]

- Complejo mar-acantilados de Karadag, 224 ha, 44°55'59"N 35°13'59"E. Reserva natural en el sudeste de Crimea, comprende áreas marinas de hasta una profundidad de 6 metros, bahías, una estrecha franja costera de guijarros y rocas, y acantilados de hasta 120 m de altura. No solo es importante para las aves, sino también para murciélagos como el murciélago pequeño de herradura y el murciélago ratonero pardo, que se esconden en las grutas. En la costa hay algas y praderas marinas que albergan especies marinas como el  esturión beluga.[30]

- Complejo costero-marino del cabo Opuk, 775 ha, 45°01′N 36°12′E. En Crimea. Combinación de escarpadas rocas calizas junto al mar hasta 6 m de profundidad, arenas conchíferas y un lago salado. Lugar de invernada y descanso en las migraciones de aves como el ánsar careto, el azulón, la cerceta carretona y la focha. En el mar hay esturión, salmón del mar Negro, delfines y marsopas.

- Archipiélago Velyki y Mali Kuchugury, 77,4 km², 47°33'50"N 35°12'10"E. Consiste en un archipiélago formado por una serie de bancos de arena que formas islotes en la zona alta del embalse de Kakhovka, en la llanura aluvial del bajo Dniéper, en el sudeste de Ucrania, en el óblast de Zaporiyia. Las aguas poco profundas son ricas en bentos y la protección del viento y las tormentas favorecen a las aves migratorias como refugio. Durante el otoño se han observado hasta 30.000 aves acuáticas, de unas 156 especies. El humedal juega un papel importante en el filtrado del agua de embalse, lo que favorece el desarrollo de los peces.[31][32]

- Delta del Dniéper, 260 km², 46°34'N 32°28'59"E. Óblast de Jersón. Incluye áreas pantanosas, bosques de llanura aluvial, colinas arenosas y un complejo lagunar. Posee comunidades vegetales hidrófilas, islas, carrizales, un número importante de garceta grande y otras aves acuáticas.

- Boca del Kyliiske, 328 km², 45°22'59"N 29°36'E. También llamada Dunai Plavni, en el oblast de Odesa, en el sudoeste de Ucrania, en la desembocadura de uno de los tributarios del Danubio en el delta, junto a la frontera de Rumanía y el mar Negro. Fue designado sitio Ramsar por la Unión Soviética en 1976. Posee numerosos canales, islas aluviales, áreas pantanosas, bosques inundables, lagos de agua dulce, cordones de arena y bahías interiores. La vegetación es hidrófila, con marismas de juncos,  y comunidades de dunas. Anidan aquí pelícanos comunes y porrones pardos e inverna la barnacla cuellirroja, además de otras muchas especies de aves acuáticas, peces y reptiles.[33]

- Limán Tyligulskyi, 260 km², 46°49'59"N 31°10'E. Entre los óblast de Odesa y Mykolaiv. Reserva de caza ornitológica y parque regional paisajístico. Uno de los limanes (laguna salobre) más puros en la costa noroeste del mar Negro. Incluye islas de acumulación, praderas salinas y penínsulas de arena. La vegetación cosiste en varias especies de plantas hidrófilas y carrizales e incluye varias especies endémicas. Es lugar de anidación, hibernada y de paso en primavera y otoño para las aves acuáticas migratorias. La cuarta parte de garza blanca de Europa hiberna aquí. Se practica la caza, la pesca, la ganadería y el turismo, y hay restos arqueológicos griegos.[34]

#### Bahías

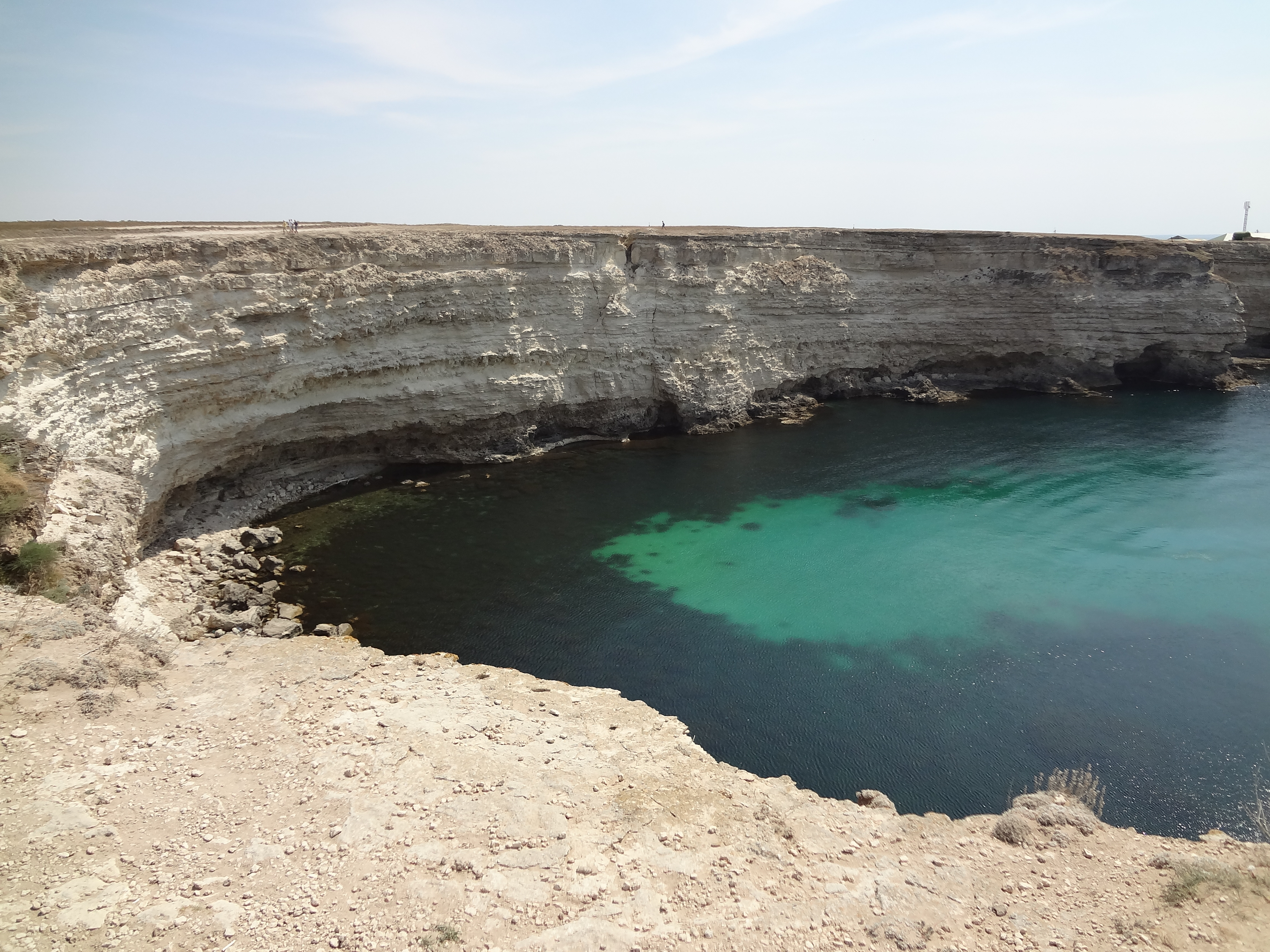
Zona costera en la zona de Karkinitska y Dzharylgatska

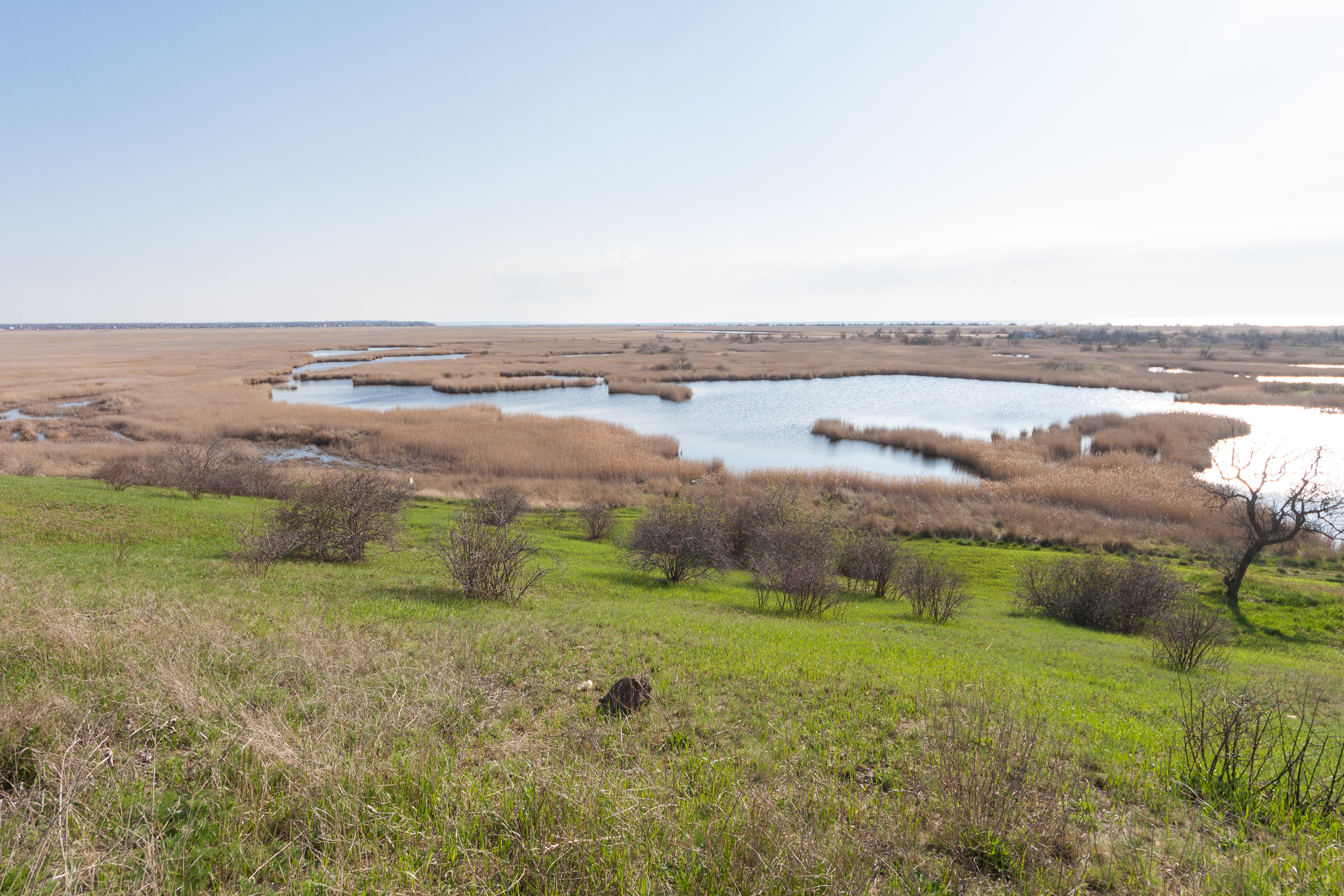
Parque natural nacional de Pryazovskyi, que incluye dos sitios Ramsar, el situado en la boca del río Berda, la bahía y el cordón litoral de Berdianska, y el limán del Molochna.

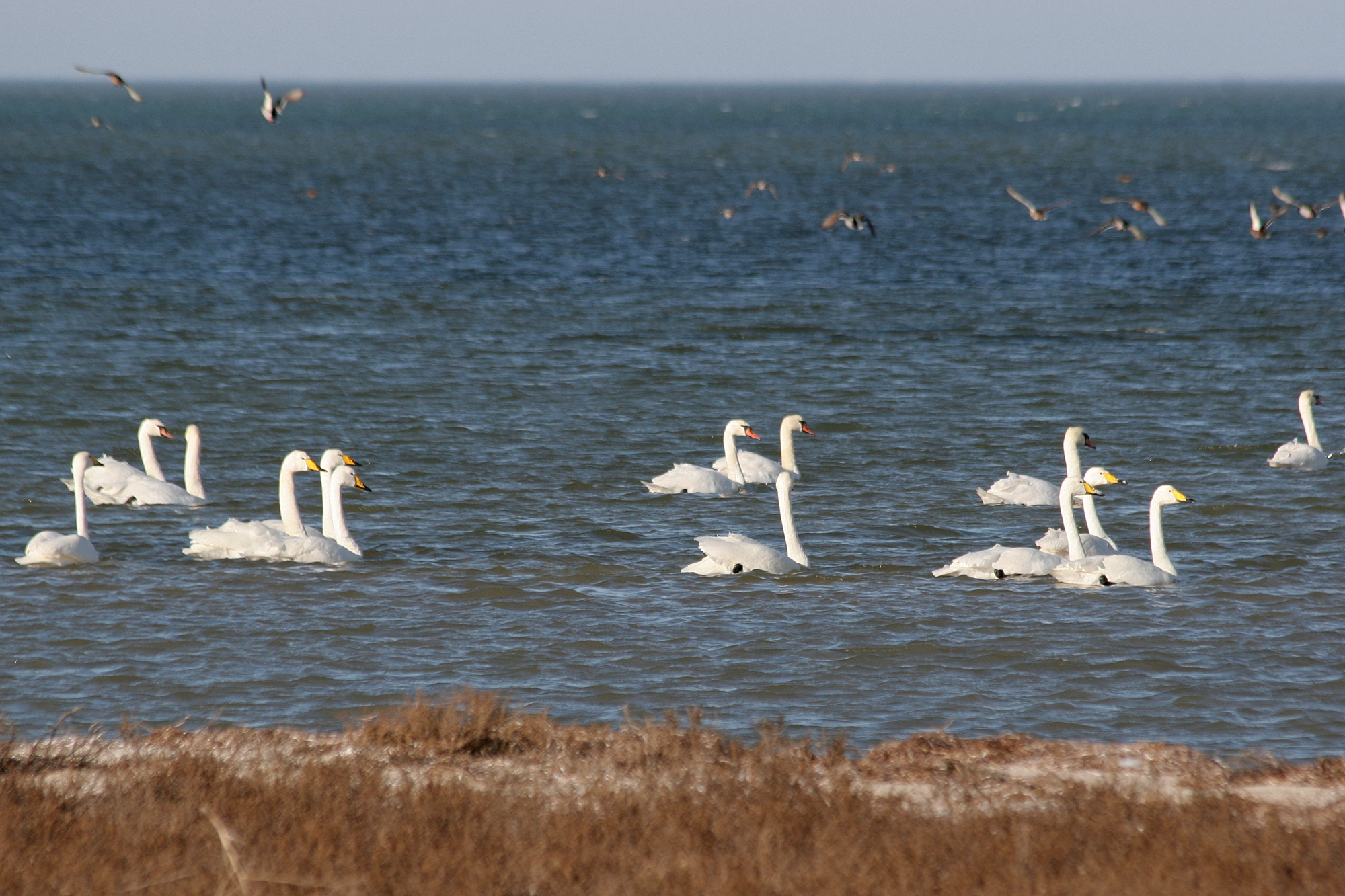
Bahía de Yagorlytska

- Bahía y cordón litoral de Bilosaraiska, 20 km², 46°54'N 37°19'59"E. En el óblast de Donetsk. Reserva de caza. Cordón litoral de arenas conchíferas y bahía poco profunda en el mar de Azov. Incluye lagos poco profundos, dunas e islas de limo. La vegetación cosiste en marismas, prados, áreas pantanosas, carrizales y matoral. Hay diversas especies de plantas endémicas. Es importante para la hibernada de miles de anseriformes y unas 3000 parejas de aves acuáticas.[35]

- Bahías de Karkinitska y Dzharylgatska, 870 km², 46°00'N 33°04'59"E. En el óblast de Jersón, forman parte de la Reserva de la biosfera de Chornomorskyi,[36] o reserva de la biosfera del mar Negro,[37] reserva de caza ornitológica, reserva natural de Crimea y reserva botánica. Es una bahía en el mar Negro que tiene varias islas- La vegetación incluye estepas y comunidades costeras consistentes en carrizales, pastos inundados, prados y plantas halófitas. Alberga una importante comunidad de aves acuáticas, entre ellas patos (con la endémica barnacla cuellirroja, que emigra en verano al Ártico) y zancudas. Hay tres especies de delfines. En la zona se pesca, se caza, se pastores, se cultiva arroz y viñas y se practica el regadío.[38]

- Bahía y cordón litoral de Kryva, 14 km², 47°03'N 38°07'59"E. En el óblast de Donetsk, al sur de Novoazovsk y Sjedove. Reserva de caza ornitológica y monumento nacional. El cordón litoral o barra de arena conchífera forma una bahía al norte del mar de Azov con playas, islas de limo y lagos poco profundos. Alberga cañaverales, praderas salinas y pantanos. Lugar de hibernación de varios miles de anseriformes y unos 15.000 pares de aves acuáticas.[39]

- Bahía y cordón litoral de Obytochna, 20 km², 46°34'59"N 36°12'E. En el óblast de Zaporiyia, es una bahía formada por un cordón litoral al oeste del de Kryva, en el mar de Azov, al sur de la localidad de Preslav. Reserva de caza. Cañaverales y prados salinos bordeados de vegetación esteparia. Aquí anidan numerosas garcetas grandes e hiberna el porrón bastardo, entre otras aves acuáticas.[40]

- Bahía de Tendrivska, 380 km², 46°13'59"N 31°55'59"E. En el óblast de Jersón, al sur de Yagorlytska y de la desembocadura del Dniéper. Forma parte de la Reserva de la biosfera de Chornomorskyi. Es una laguna de salinidad variable separada del mar Negro por una barra de arena. Incluye islas, numerosos lagos y lagunas temporales. La vegetación está formada por comunidades halófitas, algas, cañaverales, carrizales, una rica vegetación acuática y abundantes crustáceos y moluscos. Alberga numerosas especies de aves acuáticas que nidifican o pasan temporadas, con hasta 700.000 individuos, incluidos el porrón pardo y la barnacla cuellirroja. Se practican la caza y la pesca, y las actividades industriales ponen en peligro el lugar.[41]

- Bahía de Yagorlytska, 340 km², 46°24'N 31°52'59"E. Entre los óblast de Jersón y Mykolaiv, al sur del delta del Dniéper y parte de la Reserva de la biosfera del mar Negro, que incluye el golfo de Tendra y la bahía de Yagorlyk o Yagorlytska. También es refugio ornitológico y área protegida, junto al Parque nacional de Biloberezhia Sviatoslav o de la Costa de Marfil de Sviatoslav. Consiste en una laguna salada separada del mar por una barra de arena y numerosos lagos más pequeños interconectados y zonas inundables. La vegetación consiste en plantas halófitas y comunidades de pantano. Hay numerosas aves acuáticas, entre ellas, el porrón pardo y la barnacla cuellirroja. Se practica la caza, la pesca y el turismo, y está amenazado por la polución industrial.

- Boca del río Berda, bahía y cordón litoral de Berdianska, 18 km², 46°43'59"N 36°48'E. En el óblast de Zaporiyia, en el sudeste. Reserva de caza, es una bahía poco profunda en el mar de Azov, con un pequeño delta, islas de acumulación, un cordón litoral, dunas y lagos salinos. La vegetación incluye especies que se sumergen y emergen del mar y pantanos salinos con diversas plantas endémicas. Es lugar de hibernada de numerosas aves acuáticas.[42] Forma parte del Parque nacional natural de Pryazovskyi.
- Limán del Molochna, 224 km², 46°31'59"N 35°22'E. Reserva hidrológica y reserva de caza ornitológica, en el óblast de Zaporiyia. Es una laguna o limán salino, cerca de la costa noroeste del mar de Azov, con el que está conectado mediante un canal artificial. Incluye islas de arenas conchíferas y penínsulas. la vegetación incluye carrizales, prados salinos y marismas. Anidan más de 15.000 parejas de aves acuáticas e hibernan unos 20.000 individuos.